# Liste der Bodendenkmäler im Dürnbucher Forst
Auf dieser Seite sind die Bodendenkmäler in dem niederbayerischen gemeindefreien Gebiet Dürnbucher Forst zusammengestellt. Diese Tabelle ist eine Teilliste der Liste der Bodendenkmäler in Bayern. Grundlage ist die Bayerische Denkmalliste, die auf Basis des Bayerischen Denkmalschutzgesetzes vom 1. Oktober 1973 erstmals erstellt wurde und seither durch das Bayerische Landesamt für Denkmalpflege geführt wird. Die folgenden Angaben ersetzen nicht die rechtsverbindliche Auskunft der Denkmalschutzbehörde.

| Lage                        | Objekt                                                                  | Akten-Nr.     | Bild |
| --------------------------- | ----------------------------------------------------------------------- | ------------- | ---- |
| Dürnbucher Forst (Standort) | Grabhügel vorgeschichtlicher Zeitstellung.                              | D-2-7236-0070 |      |
| Dürnbucher Forst (Standort) | Grabhügel vorgeschichtlicher Zeitstellung.                              | D-2-7236-0071 |      |
| Dürnbucher Forst (Standort) | Grabhügel vorgeschichtlicher Zeitstellung.                              | D-2-7236-0072 |      |
| Dürnbucher Forst (Standort) | Ebenerdiger mittelalterlicher Ansitz.                                   | D-2-7236-0073 |      |
| Dürnbucher Forst (Standort) | Mittelalterlicher Burgstall.                                            | D-2-7236-0074 |      |
| Dürnbucher Forst (Standort) | Siedlung der Chamer Gruppe.                                             | D-2-7236-0075 |      |
| Dürnbucher Forst (Standort) | Siedlung der Linearbandkeramik, der späten Bronze- und Urnenfelderzeit. | D-2-7236-0089 |      |
| Dürnbucher Forst (Standort) | Grabenwerk vor- und frühgeschichtlicher Zeitstellung.                   | D-2-7236-0115 |      |